# الفتاوى الهندية (كتاب)
الفتاوى الهندية أو الفتاوى العالمكيرية كتاب في الفقه الحنفي على مذهب الإمام أبي حنيفة النعمان تأليف جماعة من علماء الهند برئاسة الشيخ نظام الدين البرنهابوري. تم تأليفه بأمر السلطان أورنك زيب الملقب باسم عالم كير؛ أي: فاتح العالم. فكَلّف كبار علماء الهند الأحناف في بلاده أن يجمعوا كتاب في الفتاوى باسمه على الصحيح من مذهب الحنفية، فجمعوها ورتبوها على ترتيب كتاب (الهداية شرح بداية المبتدي) للإمام برهان الدين المرغيناني، واقتصروا فيها على ظاهر الرواية، ونسبوا الأقوال لقائليها، ولم يغيروا فيها إلا لداعي الضرورة.

## حكم من ينسب لله المكان
جاء في كتاب الفتاوى الهندية في بيان حكم من ينسب لله المكان: «يكفر بإثبات المكان لله تعالى، فلو قال لا محل خالي من الله يكفر، ولو قال الله تعالى في السماء، فإن قصد به حكاية ما جاء فيه ظاهر الأخبار لا يكفر وإن أراد به المكان يكفر.»